# El Carrizal, Xalisco
El Carrizal är en ort i Mexiko.   Den ligger i kommunen Xalisco och delstaten Nayarit, i den centrala delen av landet, 600 km väster om huvudstaden Mexico City. El Carrizal ligger 1 175 meter över havet och antalet invånare är 179.
Terrängen runt El Carrizal är kuperad. Runt El Carrizal är det ganska tätbefolkat, med 129 invånare per kvadratkilometer. Närmaste större samhälle är Tepic, 15,2 km norr om El Carrizal. Trakten runt El Carrizal består till största delen av jordbruksmark.